# Срчани маркери
Срчани маркери или кардијални маркери су карактеристични биолошки индикатори који се користе за идентификацију (често преко праћења индиректних промена), физичких оштећења и поремећаја  и мера за процену функције срца. Они могу бити корисни у раном предвиђању или дијагнози болести. Иако се о њима често говори у контексту срчаног удара (инфаркта миокарда), и друга стања могу довести до повећања нивоа срчаних маркера.

## Назив
Како су већина раних идентификованих маркера били ензими, као резултат тога, понекад се првобитно се користи термин срчани ензими. Као су међутим у употреби маркери који нису сви  тренутно се све мање користи назив срчани ензими (на пример, у формалној употреби, тропонин се не наведен као срчани ензим).

## Значај
Кардијални маркери омогућавају дијагнозу и карактеризацију срчаних обољења, па је тако:
- високоосетљиви тропонински тест је специфичан за срчани удар,

- мијелопероксидаза је моћно средство за рано откривање формирања плака.

- хомоцистеин је повезан са бројним неуродегенеративним болестима, кардиоваскуларним догађајима а посебно можданим ударом. Показало се да је хомоцистеин вредан маркер и за рану дијагнозу недостатка фолата и витамина Б, који су укључени у анемију и низ хроничних болести.

На основу повишених концентрација у плазми, може се предвидети исход и идентификовати високоризичне групе којој ће овај тест помоћи у превенцији и терапији.

## Примена и мерење
Мерење срчаних биомаркера може бити корак ка постављању дијагнозе одређених стања. Док снимање срца често потврђује дијагнозу, једноставнија и јефтинија мерода је мерења срчаних биомаркера који могу указати лекару на то да ли су компликованије или инвазивније процедуре оправдане. У многим случајевима медицинска друштва саветују лекаре да мерење биомаркера учине почетном стратегијом тестирања, посебно за пацијенте са ниским ризиком од срчане смрти.
Многи  производи као акутни кардиолошки маркери  пласирани су на нетрадиционална тржишта, у болничке ургентне центре уместо у традиционална болничка или клиничка лабораторијска окружења. Конкуренција у развоју производа за дијагностику срчаних маркера и њиховој експанзији на нова тржишта је сваким даном све интензивна.
Недавно је намерно уништавање миокарда алкохолном септалном аблацијом довело до идентификације додатних потенцијалних маркера.
Креатин киназа (KК) се појављује у облику три изоензима, који су димери састављени од две врсте мономерних подјединица. Изоензими укључују све три комбинације мономера, М (изведен из скелетних мишића) и Б (изведен из мозга), представљено ознакама ММ, МБ и ББ.
Многи органи садрже креатин киназу, али је дистрибуција изоензима различита у сваком од њих. Скелетни мишићи су веома богати ММ изоензимом, док су мозак, желудац, црева,  мокраћна бешика мање богата. 
МБ изоензим је пронађен у значајним количинама (15 до 20%) само у ткиву миокарда. Стога је активност укупног серумскe kреатинин киназа повећана код многих болести. Недостатак специфичности ограничава његову дијагностичку вредност. Међутим, значајна разлика у профилима kреатинин киназа изоензима из различитих органа учинила је Креатинин киназу једним од најкориснијих ензима у дијагнози акутног инфаркта миокарда. Креатинин киназа-МБ се појављује у серуму, одражавајући његово јединствено присуство у ткиву миокарда.
Серијска одређивања креатинин киназа изоензима у клиничкој лабораторији најчешће се користе као подршка дијагнози сумње на инфаркт миокарда.

### Вредности
Очекиване вредности су  за: 
Референтни опсег (37°C) (консензус вредности)
< 25 U/L (< 0.421 µkat/L)
Инфаркт миокарда
Постоји велика вероватноћа оштећења миокарда када су испуњена следећа три услова.
1. Креатинин киназа (KК) 
КK мушкарци: >190 U/L (3.12 µkat/L)
КК žene: >167 U/L (2.87 µkat/L)
2. КK-MБ:  >24 U/L (0.40 µkat/L)a
3. КK-MБ активност је одговорна за 6-25% укупне активности КК.
Када се сумња на инфаркт миокарда, треба редовно пратити предлоге дијагностичке стратегије у консензусном документу европских и америчких кардиолога.
Ако, упркос сумњи да се ради о инфаркту миокарда, пронађене вредности остану испод наведених граница, можда је реч о свежем инфаркту. У таквим случајевима, одређивање треба поновити након 4 сата. Максимална дијагностичка ефикасност одређивања КК-МБ добиће се коришћењем протокола секвенцијалног узорковања, а посебну пажњу треба обратити на временски зависни профил активности у периоду од 6 до 48 сати. Када се користи само КК-МБ активност, дијагностичка ефикасност ће бити нижа и варираће у зависности од времена узорковања.
Свака лабораторија треба да испита применљивост очекиваних вредности на сопствену популацију пацијената и, ако је потребно, одреди сопствене референтне вредности.

## Ограничења
У зависности од маркера, некада је потребно да прође између 2 и 24 сата да се повећа ниво у крви. Поред тога, одређивање нивоа срчаних маркера у лабораторији - као и многа друга лабораторијска мерења - захтевају доста времена. Срчани маркери стога нису корисни у дијагностици срчаног удсара у акутној фази, па су клиничка слика и резултати ЕКГ-а прикладнији у акутној ситуацији. 
Међутим, 2010. године, истраживање на Медицинском колеџу Бејлор открила су  да, коришћењем дијагностичких наночипова и бриса са букалне слузокоже, може послужити за очитавања срчаних биомаркера из пљувачке. Тако се уз очитавањем ЕКГ-а, може да потврди  дијагноза у року од неколико минута,  да је неко вероватно имао срчани удар. 
- Поређење срчаног маркера у првим сатима након појаве бола у грудима и релативне концентрације.
- Поређење срчаног маркера у првим сатима након појаве бола у грудима и вишекратника граничне вредности.
- Кинетика кардијалних маркера код инфаркта миокарда са или без реперфузионог третмана.